# Gia tộc chính trị

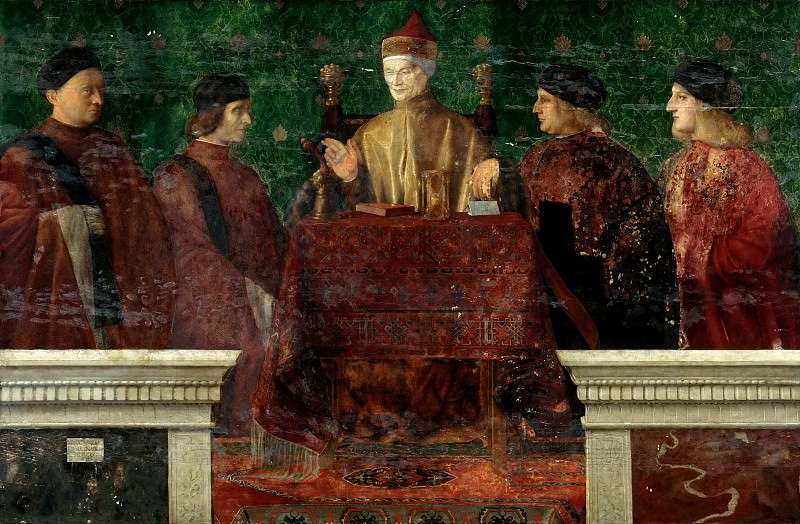
Bức tranh Chân dung gia đình Loredan (năm 1507) của danh họa người Ý Giovanni Bellini. Leonardo Loredan trị vì trên cương vị Tổng trấn thành Vơ-ni-dơ thứ 75, từ năm 1501 đến năm 1521. Bốn người con trai của ông - được khắc họa trong bức tranh - cũng nắm giữ những cương vị chính trị cao tại nước Cộng hòa Venezia.

Gia tộc chính trị hay dòng họ chính trị, còn gọi là triều đại chính trị, là một gia tộc trong đó một vài thành viên có tham gia vào chính trường — đặc biệt là chính trị thông qua bầu cử. Các thành viên có thể có mối liên hệ về huyết thống hoặc hôn nhân; thường là vài thế hệ hoặc rất nhiều anh chị em cùng tham gia.
Hoàng gia (hay hoàng tộc) hoặc triều đại của một chế độ quân chủ nói chung thường không được coi là "gia tộc chính trị", mặc dù các hậu duệ sau này của một Hoàng gia (hay Hoàng tộc) cũng có tham gia các vai trò chính trị của một nền cộng hòa (ví dụ như gia tộc Arslan của Li-băng). Chế độ độc tài gia đình trị là một dạng độc tài được vận hành phần nhiều giống như chế độ quân chủ chuyên chế, nó vẫn còn tồn tại ở một nhà nước cộng hòa trên danh nghĩa.